# Castrillo de Don Juan

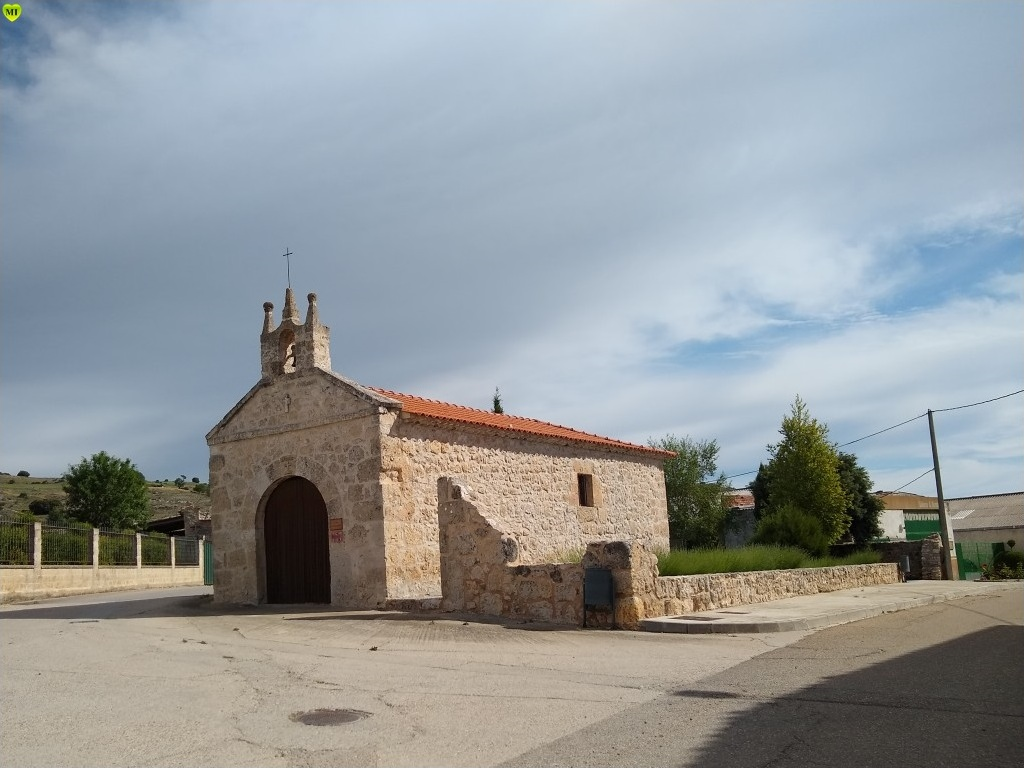
Ermita en el antiguo cementerio, convertido ahora en un parque

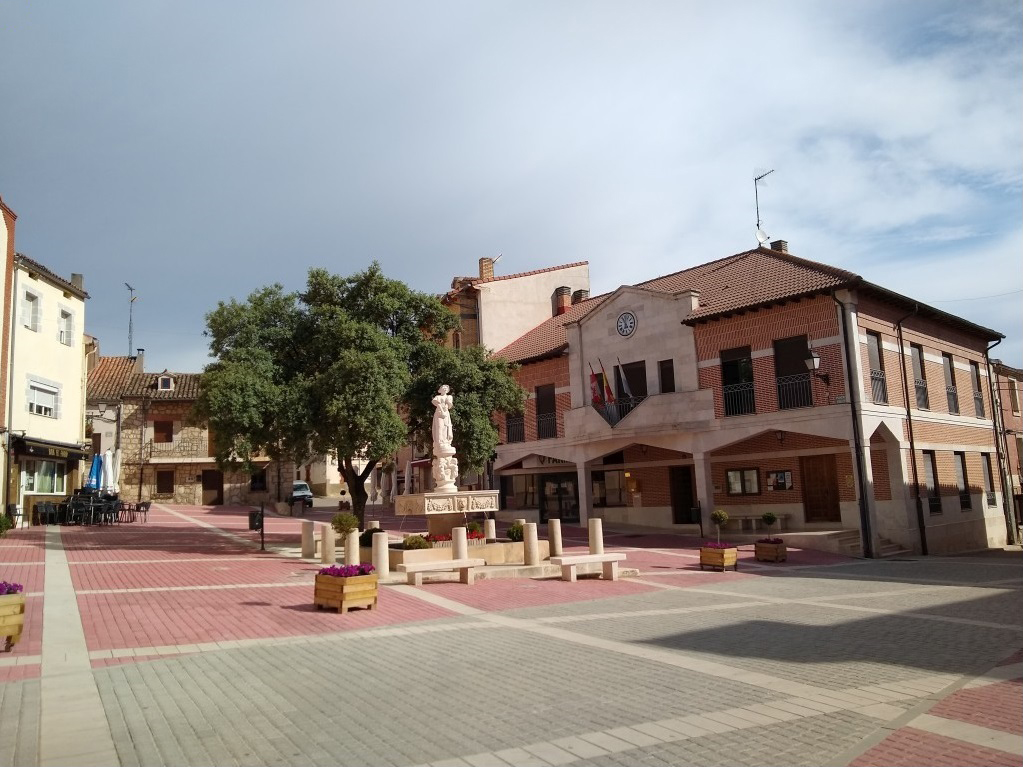
Plaza de Castilla y León

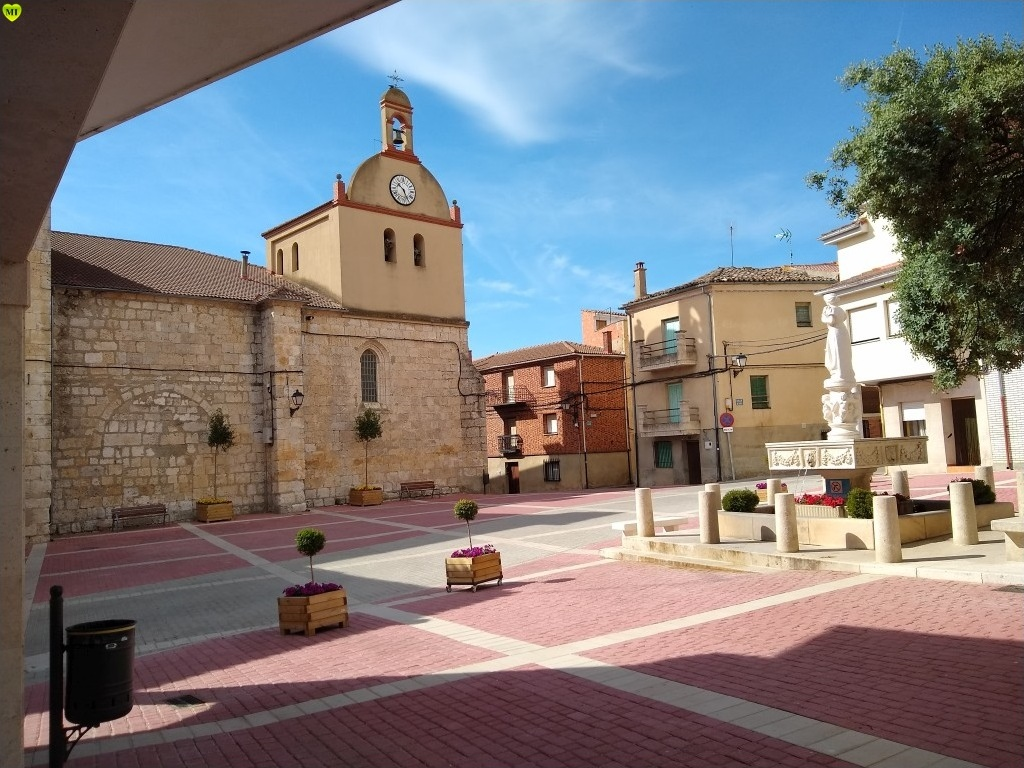
Vista de la iglesia y la segadora desde los soportales del Ayuntamiento

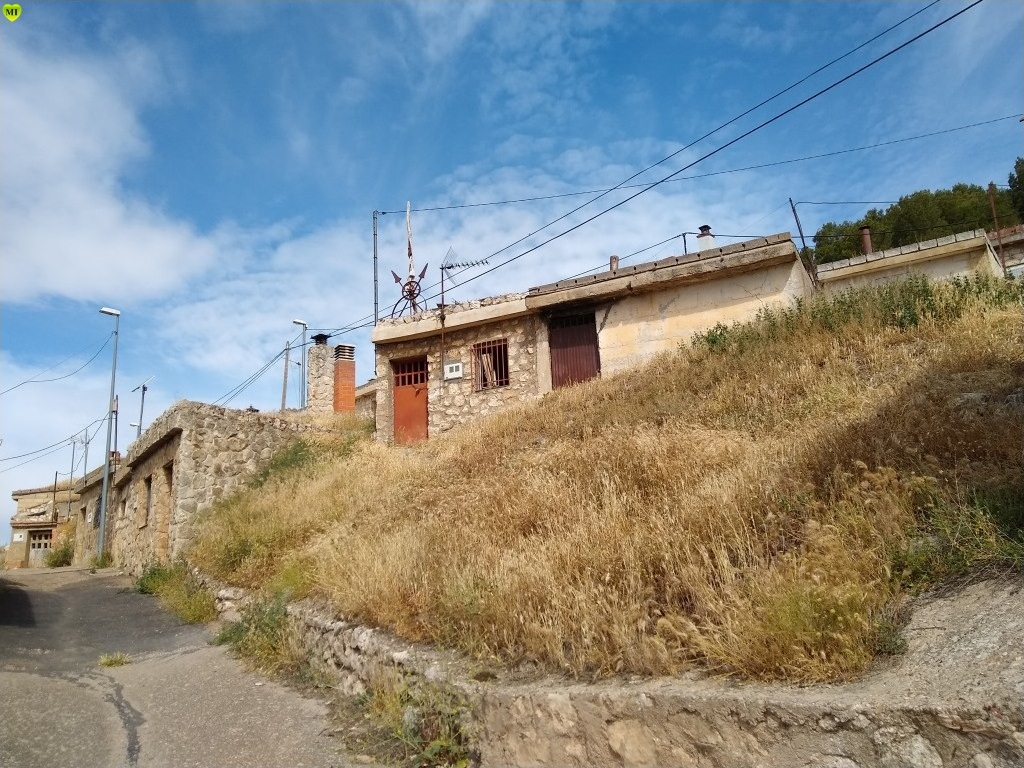
Bodegas típicas

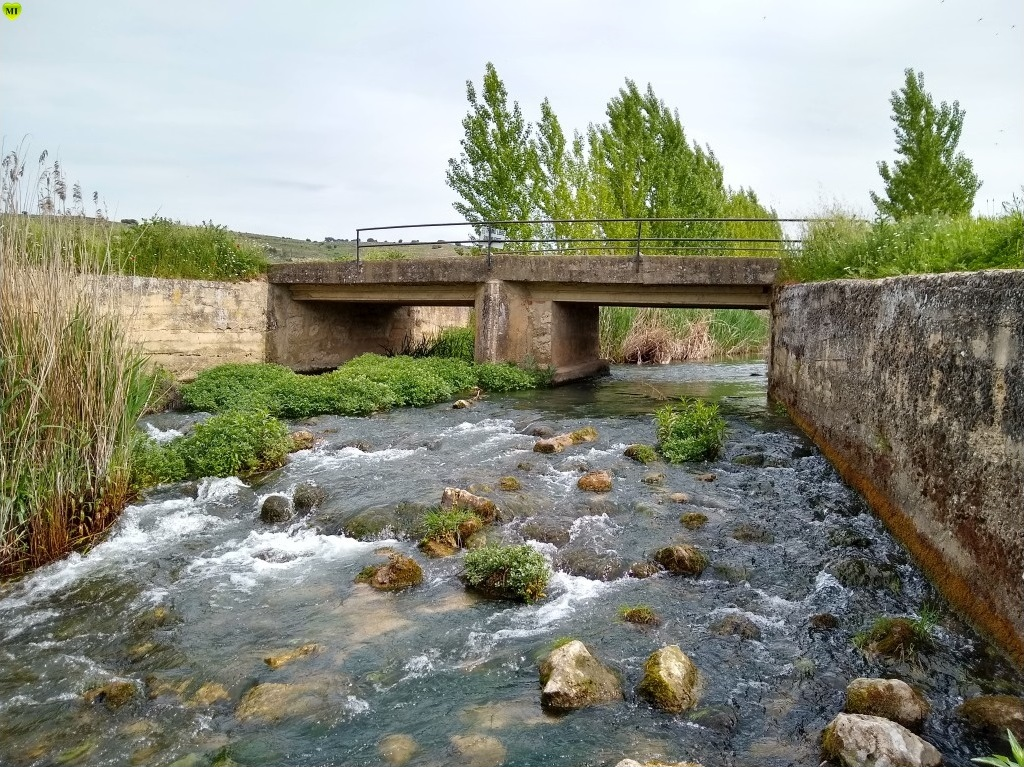
El puente "arriba". El río Esgueva atraviesa la provincia de Palencia en Castrillo de Don Juan únicamente.

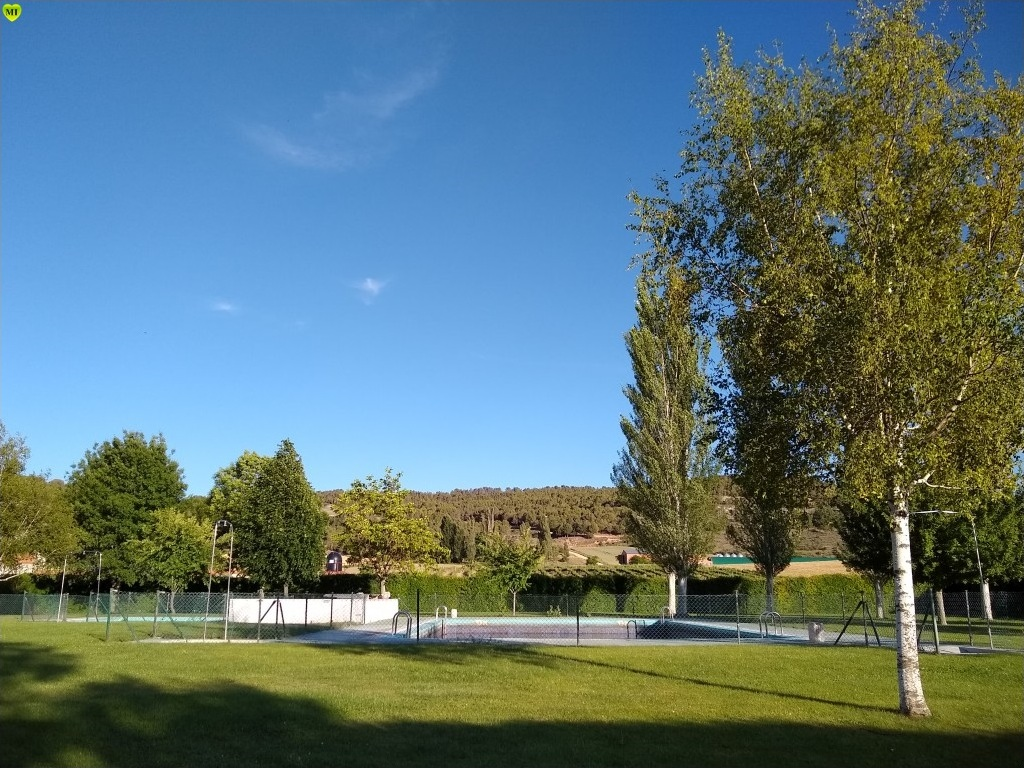
El pueblo cuenta con piscinas, frontón (con porterías y canastas), área recreativa con mesas, columpios y circuito biosaludable. También hay columpios en las escuelas.

Castrillo de Don Juan es un municipio y villa española de la provincia de Palencia, en la comunidad autónoma de Castilla y León. Ubicada en el sureste de la comarca del Cerrato, su término municipal está atravesado por el río Esgueva, único municipio de la provincia de Palencia por donde discurre dicho río.

## Geografía

### Ubicación
El término municipal de Castrillo de Don Juan, que abarca una superficie de 48,94 km², está situado al sureste de la provincia de Palencia. Su territorio está representado en la hoja MTN50 (escala 1:50 000) 345 del Mapa Topográfico Nacional.
| Noroeste: Cevico Navero y Villaconancio | Norte: Cevico Navero    | Noreste: Tórtoles de Esgueva |
| Oeste: Hérmedes de Cerrato              |                         | Este: Tórtoles de Esgueva    |
| Suroeste Canillas de Esgueva            | Sur: Encinas de Esgueva | Sureste: Pedrosa de Duero    |

## Historia

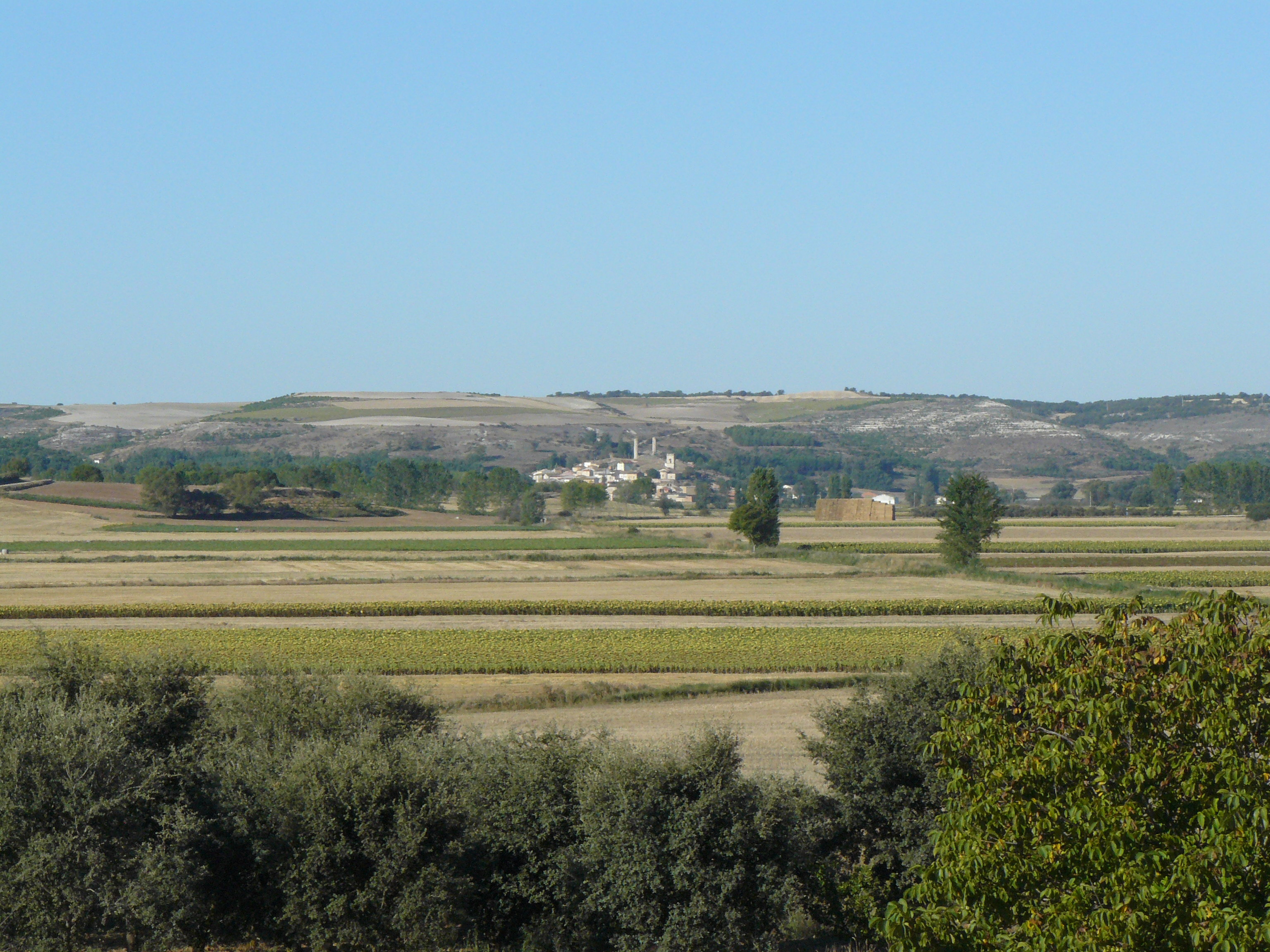
Vista panorámica

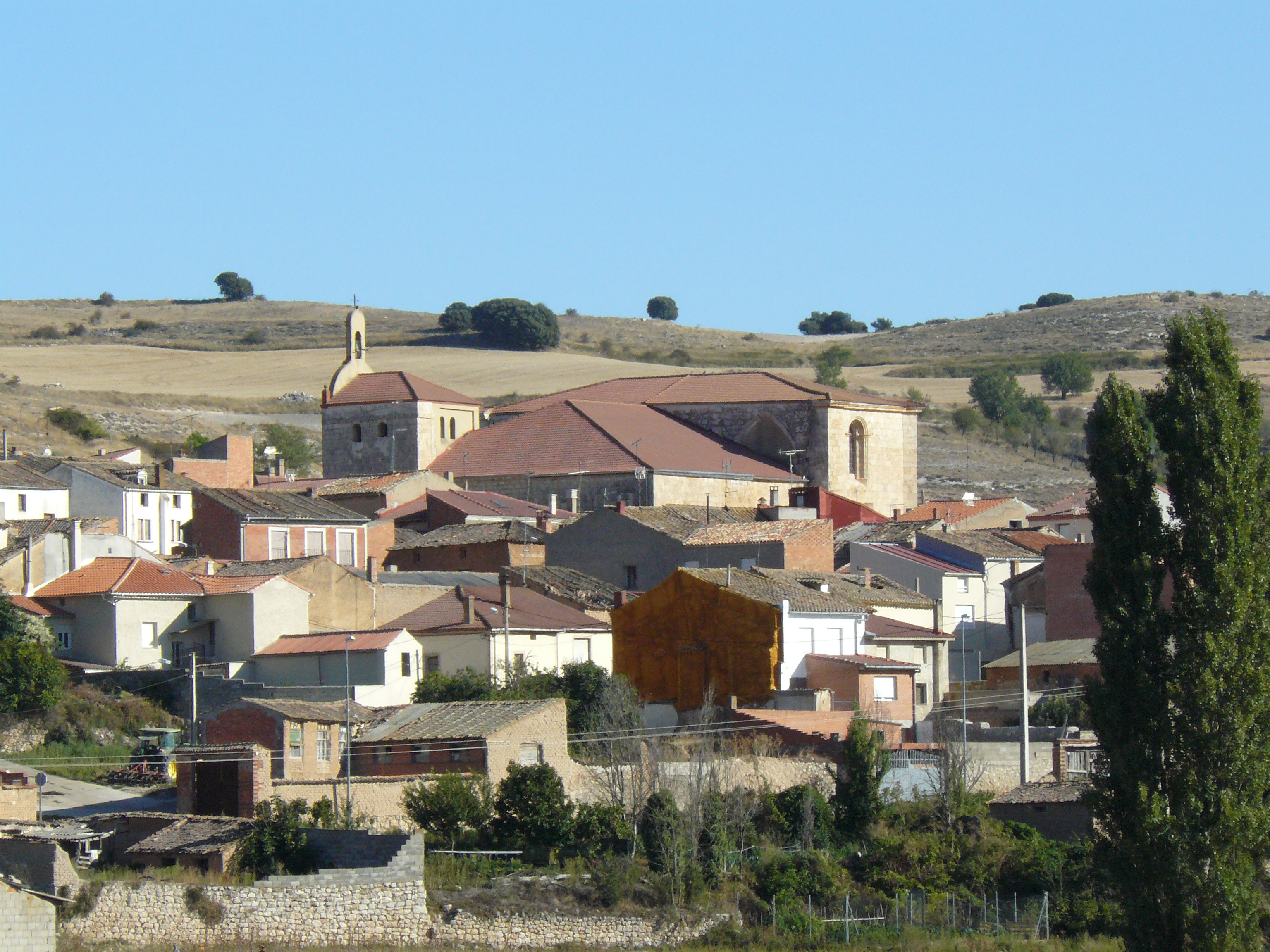
Castrillo de Don Juan

Con posterioridad a 1548, Don Juan Delgadillo fue señor de Castrillo.

### SigloXIX
Así se describe a Castrillo de Don Juan en la página 201 del tomo VI del Diccionario geográfico-estadístico-histórico de España y sus posesiones de Ultramar, obra impulsada por Pascual Madoz a mediados del siglo XIX:

CASTRILLO DE DON JUAN

Villa con ayuntamiento en la provincia de Palencia (8 leguas), partido judicial de Baltanás (4), diócesis de Burgos (13), audiencia territorial y capitanía general de Valladolid (10).
Situada en una colina que se  dirige de N a S y en la margen derecha del río Esgueva. Está combatida por los vientos del E, S y O, y las enfermedades más comunes son calenturas intermitentes y catarrales producidas por las muchas aguas que corren por su término.
Consta de 95 casas de 15 a 20 varas de altura, sin que en su construcción se haya seguido otra regla que el capricho o necesidad, hallándose reunidas aunque con algunos pequeños espacios intermedios. En el centro de la población hay una plaza de figura cuadrilonga y 500 varas en circunferencia. En la parte del SE de la misma se encuentra la iglesia parroquial, al NE una de las casas de propios y el pósito nacional, y en medio una especie de paseo de ramaje muy antiguo donde suelen ir los habitantes en el verano a tomar el fresco.
Las calles son irregulares, sin empedrar y en tiempo de invierno, muy lodosas, habiendo en ellas algunos manantiales. El pósito consiste en 310 fanegas de trigo morcajo.
Hay escuela de instrucción primaria a la que concurren 40 discípulos, pagando cada uno 15 celemines de trigo y 200 reales satisfechos del fondo de propios.
Al E del pueblo se halla el palacio del conde de Orgaz que en la actualidad no pasa de una casa mediana. Su construcción es de arquitectura gótico-árabe, con fosos alrededor y en el centro una fortaleza de las muchas que existen aún de la Edad Media. Todo el edificio tiene de circuito 400 varas y está destinado para habitación del administrador, no encontrándose en él adorno alguno de mérito.
La parroquia está dedicada a Nuestra Señora de la Asunción y servida por 2 beneficiados patrimoniales y un medio beneficio. Al NE y a la distancia de unas 100 varas existe una ermita titulada del Santo Cristo, sin renta alguna para su servicio y reparo. El cementerio está unido a dicha ermita en paraje que no puede perjudicar a la salud pública.
Dentro de la población hay 3 fuentes, y más de 20 en el término de abundantes y buenas aguas, de las que se sirven los vecinos para el uso doméstico y abrevadero de los ganados. Tantas aguas contribuyen en gran manera a la insalubridad, que se remediaría dándolas más corriente y formando alcantarillas en varios puntos.
Confina el término N Cevico Navero; E Tórtoles; S Encinas, y O Hérmedes. Contiene 6.000 fanegas de tierra labrantía y 130.000 cepas de viñedo.
El terreno participa de monte y llano; el primero es de enebro y otro de roble, los cuales forman una cordillera que marcha de N a SO, encontrándose también otra aislada al E del pueblo que nada produce. El terreno del monte, sembrado contiguo y las demás alturas, es flojo, pedregoso y de corta fertilidad. La de los valles es de más consistencia, siendo sus productos a razón de 7 por cada una de las 1.200 a 1.400 fanegas de tierra que abraza de primera calidad; de 5 por una de las 2.600 de segunda, y de dos por una de las 2.000 de tercera.
En el término existen de 4 a 6.000 pies de álamo negro y chopo que emplean en instrumentos de labranza y usos domésticos. También hay un prado perteneciente a los propios como de 40 fanegas cuyas yerbas las pastan los ganados del pueblo.
A 400 varas de esta en dirección de NE a SE pasa el río Esgueva de curso perenne, aunque de poco caudal. Sobre él hay 2 puentes de madera y otro de piedra. Los dos primeros con 2 arcos y el último con 5 de poca elevación. Todo el río es vadeable y de cauce bastante llano, razón por qué en sus avenidas sufre desbordaciones y causa grandes estragos en los sembrados con mucha frecuencia, los cuales podría muy bien evitarse formando diques de piedra de que abunda el país, y socorriendo dicho cauce de vez en cuando. Sus aguas no se utilizan para el riego, a cuyo fin sirven los abundantes manantiales que hay en el término en todas direcciones.
Los caminos son carreteros y de herradura para los pueblos inmediatos; generalmente son pedregosos en los páramos, y lodosos en tiempo de invierno en los valles.
Producciones: trigo, cebada, avena, comuña, vino y toda clase de legumbres y hortalizas; hay 1.200 cabezas de ganado lanar, 60 bueyes para la labranza, 8 mulas y 20 caballerías menores; caza de liebres, perdices, conejos, codornices, algún otro venado, lobos, zorros y garduñas; y pesca de cangrejos grandes y sustanciosos y peces pequeños; hay también bastantes canteras de piedra.
La industria está reducida a la agricultura, un molino harinero de 2 ruedas propio del conde de Orgaz, y 4 tejedores de cáñamo que elaboran anualmente de 1.500 a 2.000 varas de lienzo para el uso de los habitantes.
El comercio consiste en la exportación de algún vino y tejidos de cáñamo para los pueblos limítrofes y villa de Roa, de la cual se surten de los artículos de primera necesidad y ropas de vestir de que carecen.
Población: 101 vecinos, 526 almas.

Capital productivo: 440.020 reales. Imponible: 15.606. El presupuesto municipal asciende a 3.416 reales y se cubre con lo que pagan los ganaderos por el aprovechamiento de pastos, con el canon que satisfacen por las nuevas roturaciones, y con lo que produce la casa mesón y carnicería; el déficit que resulta por repartimiento entre los vecinos.

## Geografía humana

### Demografía
Cuenta con una población de 181 habitantes (INE 2024).
| Gráfica de evolución demográfica de Castrillo de Don Juan entre 1842 y 2021                                           |
| |
| Población de derecho según los censos de población del INE. Población de hecho según los censos de población del INE. |

## Cultura

### Patrimonio

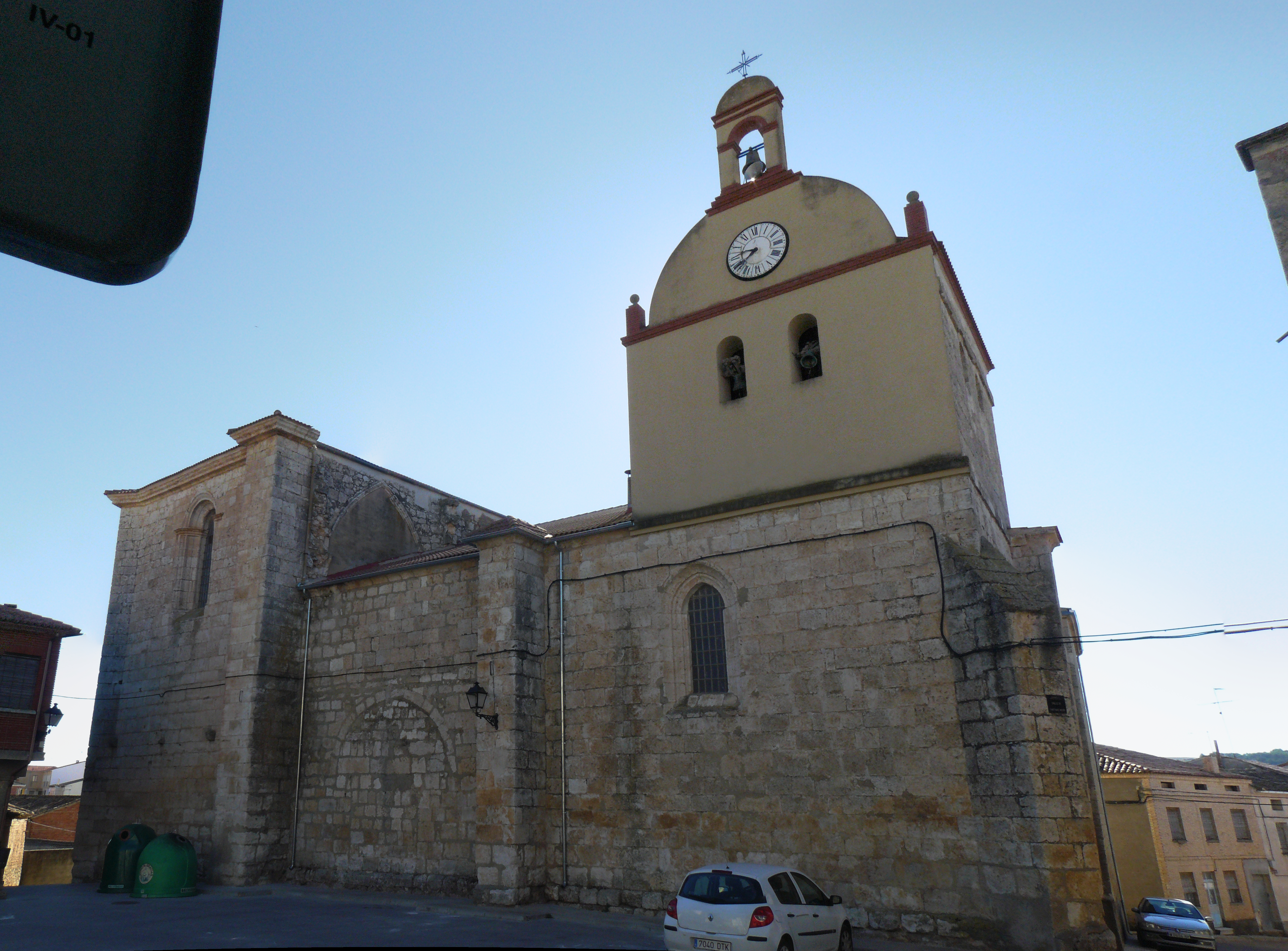
Iglesia

La Iglesia, construida a mediados del siglo XVI, está dedicada a Nuestra Señora de la Asunción. El Altar Mayor acaba de ser restaurado (octubre de 2022) (*).
Ermita del Salvador, junto al antiguo cementerio, convertido en la actualidad en un parque (*).
Hay otra ermita, en la Dehesa de San Pedro de la Yedra (propiedad particular).
Antiguo Palacio del Conde del Castrillo y Orgaz desaparecido en 1977. En la actualidad se conservan restos de la muralla (*).

### Festividades
Las fiestas del pueblo son el Niño (2 de enero) y San Antonio de Padua (13 de junio). En ambas hay misa y procesión por el pueblo, bailando y llevando al Niño en andas y a San Antonio en su carroza  (*).
También están las fiestas de agosto, el primer fin de semana de agosto.
El primero de mayo, es costumbre ir en procesión hasta la Cruz del pradillo, donde el cura bendice los campos  (*).
El 15 de mayo se celebra también San Isidro, con misa y procesión por el pueblo. La Cámara Agraria ofrece a los vecinos un aperitivo  (*).
La Asociación Cultural y Deportiva San Antonio de Padua organiza la Fiesta Gastronómica de la Vendimia así como la Fiesta Gastronómica de la Matanza (en octubre y marzo, respectivamente)  (*).
El día de Nochevieja los quintos (en la actualidad los jóvenes que tienen 18 años) salientes con su boina y escarapela despiden el año con cantos junto a una hoguera en la plaza del pueblo. Los quintos entrantes también lo hacen con su boina y un pájaro: "Con suerte y salud entramos / todos los quintos del 2 / con suerte y salud entramos / y a la Virgen le pedimos / que con la misma salgamos / con suerte y salud entramos"  (*).
La noche de Reyes, es costumbre recorrer el pueblo cantando los Reyes: "con licencia del Señor, y la del señor alcalde, vamos a cantar los Reyes, sin hacer perjuicio a nadie". El día de Reyes, los quintos pasan el "botijo" por el pueblo  (*)
Todos los párrafos señalados con (*) proceden de